# Muhammad Ali Khan Bahadur
Muhammad Ali Khan Bahadur (Rampur, 1750 – Dungarpur, 20 settembre 1794) è stato un principe indiano.
È stato Nawab di Rampur dal 24 luglio all'11 agosto del 1793.

## Biografia
Nato a Rampur nel 1750, Muhammad Ali Khan Bahadur era il figlio primogenito del nawab Faizullah Khan.
Regnò dal 24 luglio all'11 agosto 1793 quando venne deposto dal fratello minore, Ghulam Muhammad Khan Bahadur, ed esiliato a Dungarpur. Morì a Dungarpur l'anno successivo, in prigione, assassinato nel sonno con un colpo di pistola. Il suo unico figlio, Ahmad Ali Khan Bahadur, divenne successivamente nawab di Rampur.